# Brian Key
Brian Key (n. 20 septembrie 1947, Darfield⁠(d), Barnsley⁠(d), Anglia, Regatul Unit – d. 20 ianuarie 2016) a fost un om politic britanic, membru al Parlamentului European în perioada 1979-1984 din partea Regatului Unit.
1. ↑  Deputații în Parlamentul European